# Stilobezzia bispinosa
Stilobezzia bispinosa är en tvåvingeart som beskrevs av Jean-Jacques Kieffer 1917. Stilobezzia bispinosa ingår i släktet Stilobezzia och familjen svidknott. Inga underarter finns listade i Catalogue of Life.